# پایپر پی‌ای-۱۶ کلیپر
پایپر پی‌ای-۱۶ کلیپر (به انگلیسی: Piper_PA-16_Clipper) یک هواگرد از نوع هواگرد سبک ساخت شرکت Piper Aircraft است. هواگرد پایپر پی‌ای-۱۶ کلیپر نخستین پروازش را در ۱۹۴۷ میلادی انجام داد. این هواگرد در سال ۱۹۴۹ میلادی رسماً معرفی گردید و در سال‌های 1949 تولید شده‌است. در مجموع، تعداد ۷۳۶ فروند از این هواگرد ساخته شده‌است.